# ابن زمرك
أبو عبد الله محمد بن يوسف بن محمد بن أحمد الصريحي (733- 793 هـ / 1333- 1392 م) المعروف بابن زمرك من كبار الشعراء والكتّاب في الأندلس، وكان وزيرًا لبني الأحمر ،ولد بروض البيازين بغرناطة وتتلمذ على يد لسان الدين بن الخطيب.

## عمله عند صاحب غرناطة
- ترقى في الأعمال الكتابية إلى أن جعله صاحب غرناطة الغني بالله أمين سره عام 773 هـ.
- ثم عينه متصرفا برسالته وحجابته.
- نكب مدة، وأعيد إلى مكانته .
- أساء إلى بعض رجال الدولة، فبعث إليه حاكمه من قتله في داره، وقد قتل من وجد معه من خدامه وبنيه، وكان قد حرض على أستاذه لسان الدين بن الخطيب حتى قتل ابن الخطيب خنقًا.
- جمع السلطان ابن الأحمر شعر ابن زمرك وموشحاته في مجلد ضخم سماه البقية والمدرك من كلام ابن زمرك، كتب عنةالمقري ونقل كثيراً منه في نفح الطيب وأزهار الرياض.